# Rhode (Olpe)

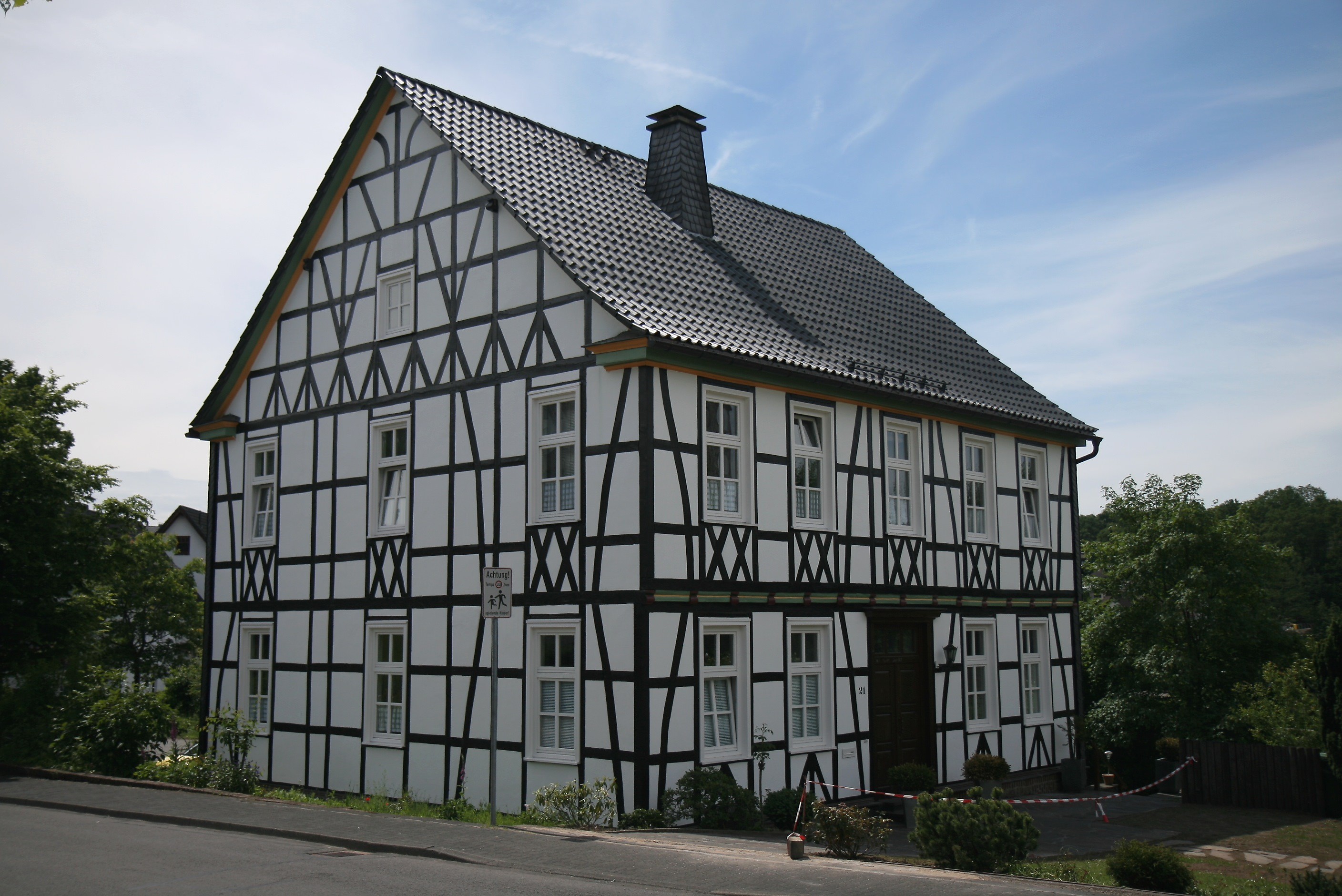
Ehemaliges katholisches Pfarrhaus

Rhode ist ein Ortsteil der Kreisstadt Olpe im Sauerland mit 1501 Einwohnern.

## Geographie
Der Ort befindet sich nördlich von Olpe unmittelbar an der Abzweigung von B 54 und B 55. Das Dorf liegt in einer Talmulde unterhalb vom Rhoder Stein.

## Geschichte
Der Name Rhode weist auf „Roden von Wald“ hin. Erstmals erwähnt wurde Rhode um 1360/70. In Rhode steht mit dem Glockenturm der Kirche St. Cyriakus der älteste Bauteil aller Gebäude der Stadt Olpe. Die mehrfach umgebaute Kirche verfügt über einen großen flachgedeckten Saal, einen romanischen Turmhelm und eine Kanzel vom Anfang des 18. Jahrhunderts. Zur Ausstattung gehört zudem ein Vesperbild aus der niederländisch romantisierenden Richtung.
Die Gemeinde Rhode wurde am 1. Juli 1969 durch das Gesetz zur Neugliederung des Landkreises Olpe in die Kreisstadt Olpe eingegliedert.
Seit 1981 darf sich Rhode Erholungsort nennen.

## Persönlichkeiten
- Johannes Rosenthal (1903–1975), Pallottiner und Bischof von Queenstown (Südafrika), wuchs in Rhode auf und ist dort bestattet.